# NGC 4914
NGC 4914 ist eine elliptische cD-Galaxie im Sternbild Jagdhunde am Nordsternhimmel. Sie ist rund 210 Millionen Lichtjahre von der Milchstraße entfernt und hat einen Durchmesser von etwa 215.000 Lichtjahren. Gemeinsam mit NGC 4846 und NGC 4868 bildet sie die kleine Galaxiengruppe LGG 319.

Im selben Himmelsareal befinden sich u. a. die Galaxien NGC 4893, IC 4027, IC 4077.
Das Objekt wurde am 17. März 1787 von William Herschel entdeckt.

## NGC 4914-Gruppe (LGG 319)
| Galaxie  | Alternativname | Entfernung/Mio. Lj |
| -------- | -------------- | ------------------ |
| NGC 4914 | PGC 44807      | 210                |
| NGC 4846 | PGC 44362      | 205                |
| NGC 4868 | PGC 44807      | 210                |